# 小国町立宮原小学校
小国町立宮原小学校（おぐにちょうりつ みやはらしょうがっこう）は、かつて熊本県阿蘇郡小国町宮原にあった公立の小学校。
2009年（平成21年）3月末をもって閉校し、小国町立小国小学校に統合された。なお、宮原小学校の校地・校舎が新設の小国小学校に継承されている。

## 概要
歴史
1873年（明治6年）創立。2009年（平成21年）に、町立小学校6校の統合により閉校し、136年の歴史に幕を閉じた。
校訓
「なかよく、かしこく、たくましく」
校章
中央に校名の頭文字である「宮」を配している。
校歌

## 沿革
- 1873年（明治6年）12月 - 旧戸長詰所を教場として、「明倫舎」が創設。
- 1875年（明治8年）4月 - 「宮原学舎」に改称。その後、「公立宮原小学校」に改称。
- 1886年（明治19年）- 小学校令施行により、尋常科（4年制）を設置の上、「尋常宮原小学校」に改称。
- 1889年（明治22年）4月1日 - 町村制施行により、阿蘇郡6村（黒淵・宮原・上田・下城・西里・北里）が合併の上、「北小国村」が発足。
- 1891年（明治24年）- 校舎を改築。
- 1892年（明治25年）- 「宮原尋常小学校」に改称。
- 1903年（明治36年）- 校舎を建設の上、移転。
- 1908年（明治41年）4月 - 改正小学校令により、尋常科（義務教育年限）が4年制から6年制に改められる。尋常科5年を新設。
- 1909年（明治42年）4月 - 尋常科6年を新設。
- 1920年（大正9年）- 農業補習学校を併置。
- 1926年（大正15年）4月1日 - 万成尋常小学校を統合の上、「万成部」（分教場）とする。
- 実施年月日不詳 - 高等科を併置の上、「宮原尋常高等小学校」に改称。
- 1935年（昭和10年）4月1日 - 北小国村が町制施行により、「小国町」となる。
- 実施年月日不明 - 上田小学校を分校とする。
- 1941年（昭和16年）4月1日 - 国民学校令施行により、「小国町宮原国民学校」に改称。尋常科を初等科に改める。
- 1947年（昭和22年）- 学制改革が行われる（六・三制の実施）。
  - 4月1日 - 国民学校初等科は、新制小学校「小国町立宮原小学校」（最終名）に改組・改称。
  - 4月 - 国民学校高等科は青年学校普通科とともに、新制中学校「小国町立宮原中学校」に改組・改称。
- 1948年（昭和23年）4月1日 - 万成分校が分離の上、小国町立万成小学校として独立。
- 1953年（昭和28年）4月1日 - 宮原中学校が小国町立小国中学校への統合により閉校。
- 1967年（昭和42年）5月1日 - 小国学園分校を開設[1]。
- 1973年（昭和48年）4月1日 - 上田分校を廃止[2]。
- 1974年（昭和49年） - 校舎を新築。
- 1979年（昭和54年）3月31日 - 熊本県立小国養護学校新設に伴い、小国学園分校を廃止[1]。
- 2009年（平成21年）
  - 3月15日 - 閉校式を挙行。
  - 3月31日 - 小国町立小学校6校（宮原・蓬莱・万成・下城・北里・西里）の統合により閉校。校地・校舎は新設の小国町立小国小学校に継承される[3]。

旧・上田分校（かみだ）
- 1875年（明治8年）1月 - 「上田小学校」が創立。
- 1892年（明治25年）- 「上田尋常小学校」に改称。
- 1908年（明治41年）4月 - 尋常科5年を新設。
- 1909年（明治42年）4月 - 尋常科6年を新設。
- 1910年（明治43年）- 校舎を改築。
- 1920年（大正9年）- 農業補習学校を併置。
- 実施年月日不詳 - 宮原小学校への統合により「上田分校」となる。
- 1973年（昭和48年）3月31日 - 宮原小学校への統合により閉校。98年の歴史に幕を閉じる。
  - 最終所在地 - 阿蘇郡小国町上田288番地

## 交通アクセス
最寄りのバス停留所
- 九州産交バス 「宮の下（小国）」停留所

最寄りの幹線道路
- 国道212号

## 周辺
小国町の中心部に位置している。
- 小国町役場
- 小国公立病院
- 小国町立小国中学校
- 熊本県立小国高等学校
- 熊本県立小国支援学校
- 小国町立北里保育園
- 小国警察所
- 阿蘇広域行政事務組合消防本部 北部分署
- 小国郵便局
- 熊本銀行小国支店
- 肥後銀行小国支店
- 小国町森林組合
- 城山大神宮
- 杖立川
- 志賀瀬川